# SS-Wirtschafts-Verwaltungshauptamt
La Oficina Económica y Administrativa Central de las SS (SS-Wirtschafts- und Verwaltungshauptamt), de manera abreviada SS-WVHA, era una organización nazi responsable de administrar las finanzas, los sistemas de suministro y los proyectos comerciales para la Allgemeine-SS. También dirigió los campos de concentración y fue clave en la implementación de la Solución Final a través de las oficinas subsidiarias como la Inspección de Campos de Concentración y los guardias de campo de las SS.

## Economía del Holocausto
El SS-Obergruppenführer Oswald Pohl trabajó con Walther Funk, Ministro de Economía del Reich (en alemán: Reichswirtschaftsminister), para supervisar los aspectos financieros de la Solución final, la fase más letal del Holocausto. Objetos de valor como relojes de oro, anillos e incluso empastes dentales, gafas y monedas fueron retirados de los reclusos al llegar a los campos de exterminio. Estos artículos fueron enviados a Berlín en cajas marcadas con WVHA para su procesamiento en el Reichsbank, bajo su director Emil Puhl. Entre agosto de 1942 y enero de 1945, llegaron a Berlín un total de 76 transportes de la WVHA. En 1947, durante los juicios de Núremberg a la WVHA se hizo una descripción detallada que muestra la escala de la operación. Las evidencias mostraron cómo las propiedades y el efectivo por valor de cientos de millones de Reichsmarks fueron requisados de las víctimas de la Operación Reinhard (Aktion Reinhard). Las pruebas fueron recogidas gracias a los detallados registros que habían compartido entre el SS y Jefe de Policía (SS- und Polizeiführer) Odilo Globocnik y el Reichsführer-SS Heinrich Himmler durante la operación para matar a la mayoría de los judíos en el Gobierno General.

## Organización
La WVHA surgió de la Verwaltung und Wirtschaftshauptamt Hauptamt (VuWHA; Oficina de Administración y Negocios) que se estableció bajo el control de Oswald Pohl. Pohl supervisó todos los "proyectos de construcción y empresas de construcción" de las SS a través de esa oficina y la otra que controlaba, conocida como Hauptamt Haushalt und Bauten (Oficina Principal de Presupuesto y Construcción). Se incluyó también la administración de los campos de concentración, sus unidades de guardia y el trabajo esclavo en los campamentos establecidos. Más tarde, en 1942, Himmler consolidó todas las oficinas de las cuales Pohl era responsable en una, creando así la Principal Oficina Económica y Administrativa de las SS (Wirtschafts- und Verwaltungshauptamt; WVHA). La WVHA se compuso de cinco departamentos principales (en alemán: Ämter o Amtsgruppe):
- Amt A. Finanzas, Leyes y Administración.
- Amt B. Suministros, Administración y Equipamientos.
- Amt C. Construcciones y Trabajos.
- Amt D. Campos de Concentración (las SS-TV bajo el mando del SS-Gruppenführer Richard Glücks).
- Amt W. Economía.

La WVHA también se hizo cargo de numerosas empresas comerciales en las que la SS se fue involucrando cada vez más desde mediados de la década de los 30.

## Amtsgruppe W
En 1942, la principal misión de la WVHA era aumentar la contribución de las SS al esfuerzo de guerra mediante el uso de mano de obra esclava en la fabricación de armamentos y proyectos de construcción. De esta necesidad nació el Amt W (Economía), el departamento más grande y más valioso de la WVHA. Con un suministro ilimitado de mano de obra esclava provista por los campos de concentración, el Amt W estaba en condiciones de producir y suministrar grandes volíumenes de mercancías de forma barata y rápida al mercado alemán. Inicialmente, los prisioneros que trabajaban en los Arbeitslager (Campos de Trabajo) tenían unas mejores condiciones. Pero a finales de 1942, el Amt W empezó a exigir tasas de trabajo más altas sin aumentar las raciones de alimentos ni proporcionar mejores condiciones. Como resultado, los guardias de las SS utilizaron una brutalidad asesina para lograr cuotas más altas del trabajo forzoso debido a los Strafkompanies (Unidades de Castigo).
La Amt W controlaba todo el ciclo productivo, desde la extracción de las materias primas hasta la fabricación y distribución, ya sea directamente o a través de una compleja red de compañías fantasma establecidas por Pohl como empresas privadas. Después de la invasión de la Unión Soviética, las SS también obtuvieron el control operacional de la mayoría de los activos de fabricación y minería soviéticos en los territorios ocupados.
Los campos de concentración dieron a la WVHA un mano de obra ilimitada. El Amt W negoció contratos con industrias para suministrarles mano de obra esclava en sus fábricas. Los acuerdos especificaban el número de presos necesarios, el tipo de trabajo que hacían, el número de guardias de las SS que se asignarían a las tareas, la comida y el alojamiento para los presos, así como la cantidad de dinero que las empresas pagarían al día a las SS por cada preso.
El trabajo esclavo fue aprovechado por empresas como Heinkel, IG Farben, Junkers, Krupp, Messerschmitt, Salzgitter y Siemens-Schuckertwerke. En lugares como Mauthausen, Pohl logró que los principales productores de armamento como Messerschmitt GmbH o Steyr-Daimler-Puch dependieran completamente de las entregas de las compañías del Amtsgruppe W. Además, las SS también producía ropa y equipamiento militar para la Wehrmacht.
Para 1945, la SS-WVHA controlaba más de 500 empresas en toda Alemania, e incluso dominaba monopolios como el del agua mineral Apollinaris, la porcelana Allach o el DEST (Material de Construcción y Armamento).

## Operaciones comerciales de las SS
Algunas empresas comerciales y activos en propiedad u operados por la SS a través de sus unidades SS-WVHA:
- Tierras y bosques
- Fábricas de ladrillos
- Canteras de piedra
- Fábricas de porcelana y cerámica
- Fábricas de materiales de construcción
- Fábricas de cemento
- Producción de agua mineral y embotellado
- Procesamiento de carne
- Panaderías
- Fabricación y reparación de armas pequeñas
- Diseño y producción de muebles de madera
- Ropa militar y accesorios
- Medicina herbaria
- Procesamiento de pescado
- Publicación de libros y revistas sobre cultura e historia germánicas
- Adquisición y restauración de arte
- Producción de cuchillas de Damasco